# Часник іспанський
Часник іспанський, цибуля часникова, цибуля скорода  (Allium scorodoprasum) — вид трав'янистих рослин родини амарилісові (Amaryllidaceae), поширений у Європі й на південь через Туреччину до Ізраїлю.

## Опис
Багаторічна рослина, 40–70(90) см. Цибулина яйцеподібна. Стебло циліндричне, верхня половина безлиста. У зелені часниковий аромат, у цибулин - цибулеподібний. Листочки оцвітини пурпурові, з більш темною середньою жилкою, ≈5 мм довжиною. Листки короткі, ледве перевищують середину стебла. Суцвіття — щільний зонтик, розріджено квітучий, квітконоси досить довгі (5–20 мм) та різної довжини. Багато темно-фіолетові цибулини змішані з квітами. Квітка: дзвінчаста оцвітина, пурпурова, довжиною 4–7 мм; листочків оцвітини 6. Тичинки 6, залишаються всередині оцвітини. Плід — коробочка, насіння рідко розвивається.

## Поширення
Поширений у Європі й на південь через Туреччину до Ізраїлю.
В Україні вид зростає на луках, трав'янистих схилах, в чагарниках, іноді в посівах як бур'ян — У Карпатах (рівнинні райони), на Поліссі та в Лісостепу (в основному на Правобережжі). Харчова, вітамінна рослина.

## Використання
Цибулини їстівні як сирі, так і варені. Вони схожі за смаком з часником та водночас з цибулею. При нарізування подразнює очі, як і цибуля. (Allium sativum), але не настільки інтенсивні. Цибулини в основному використовують у салатах. Цибулини також мають лікарську дію. Вони покращують травлення й мають дезінфекційний ефект.

## Галерея

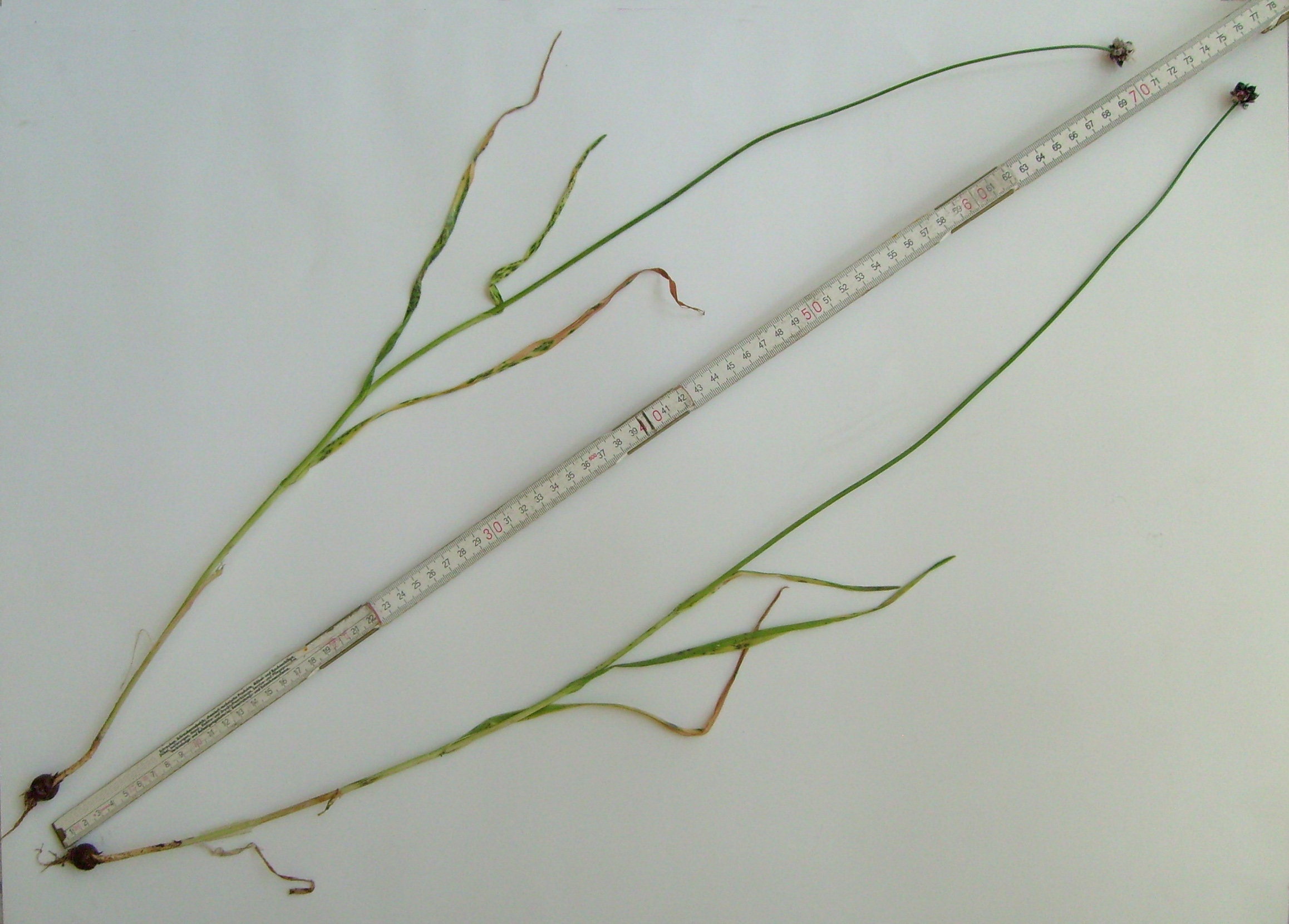
рослина
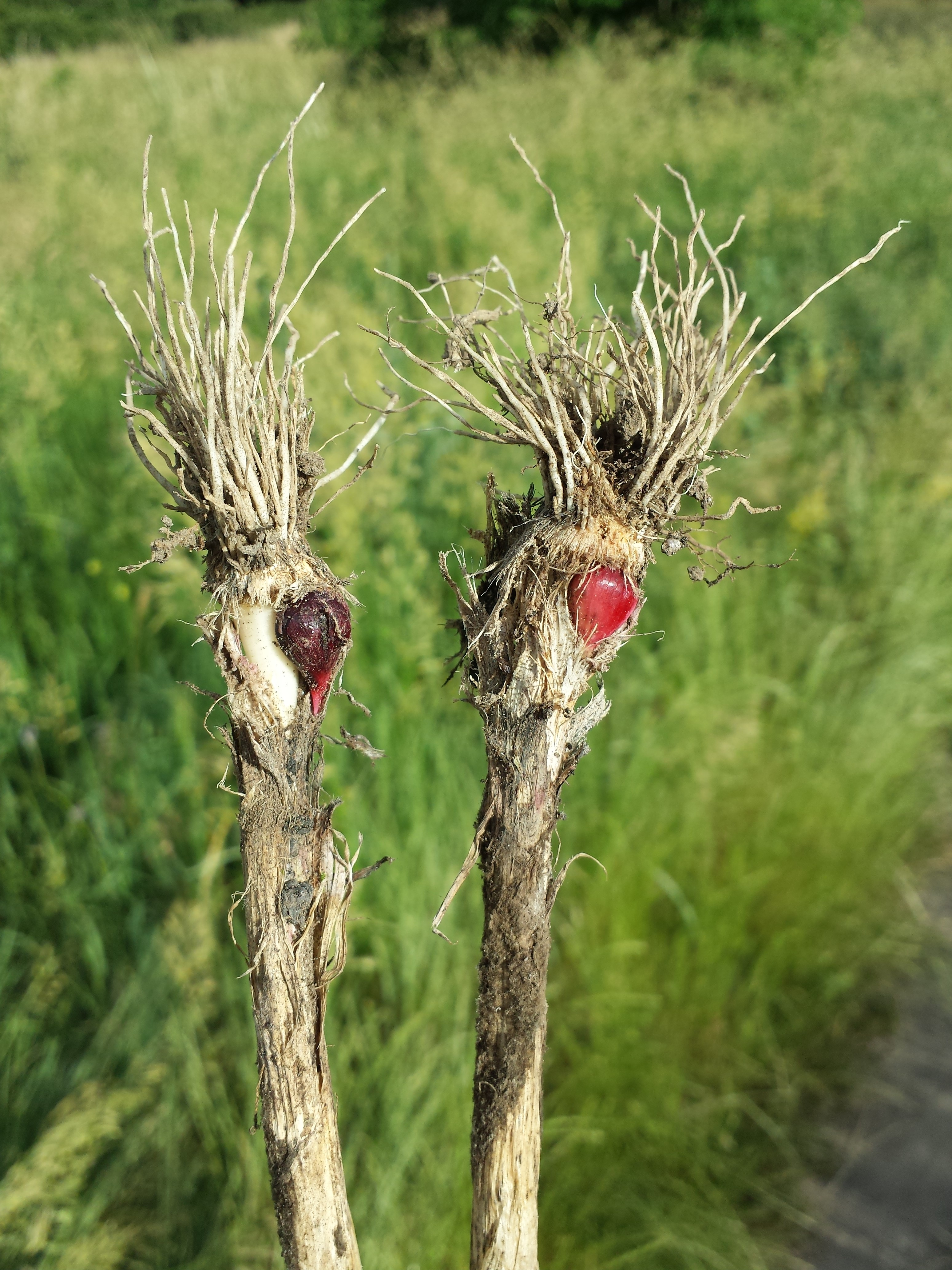
цибулини
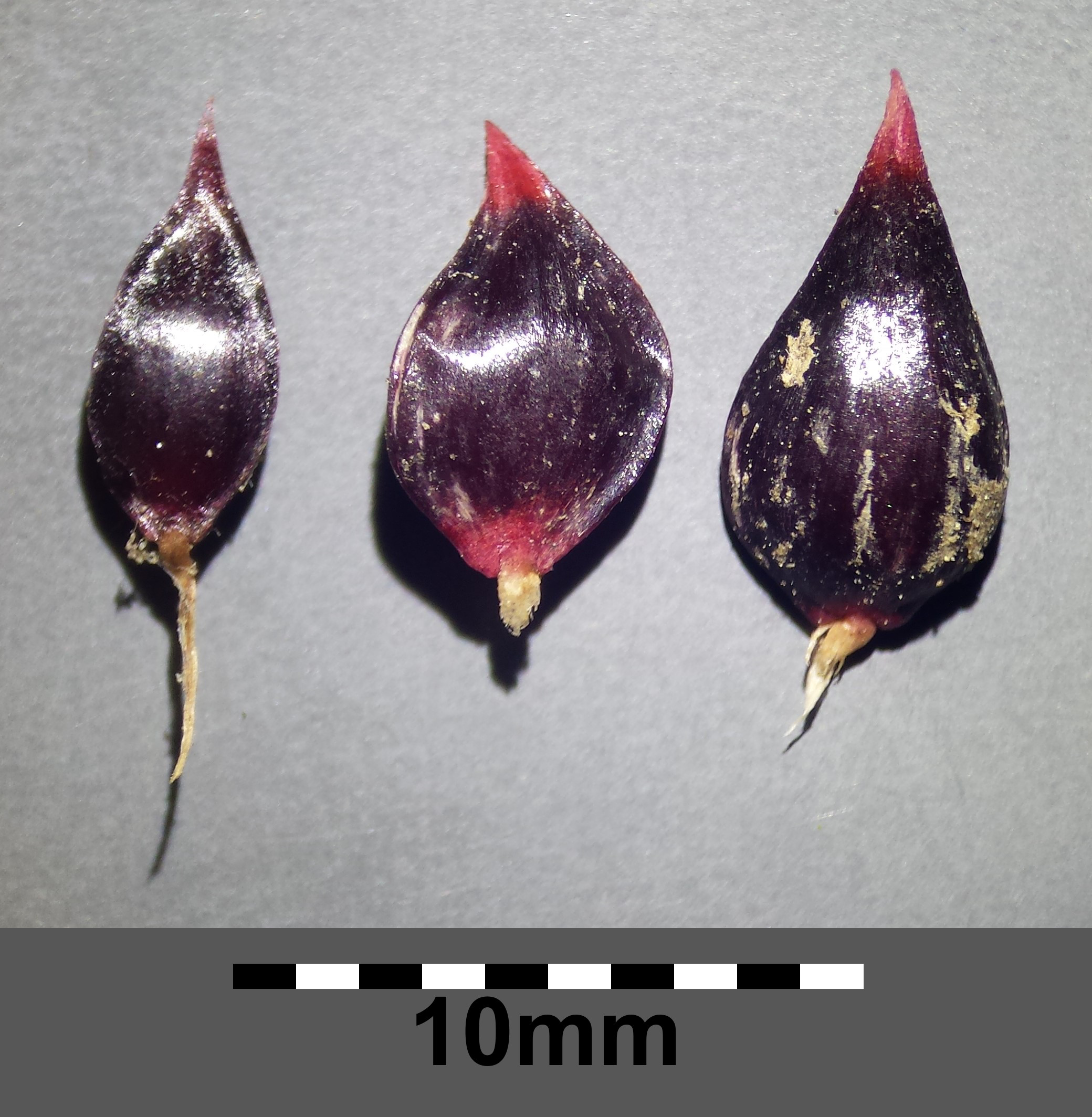
цибулинки
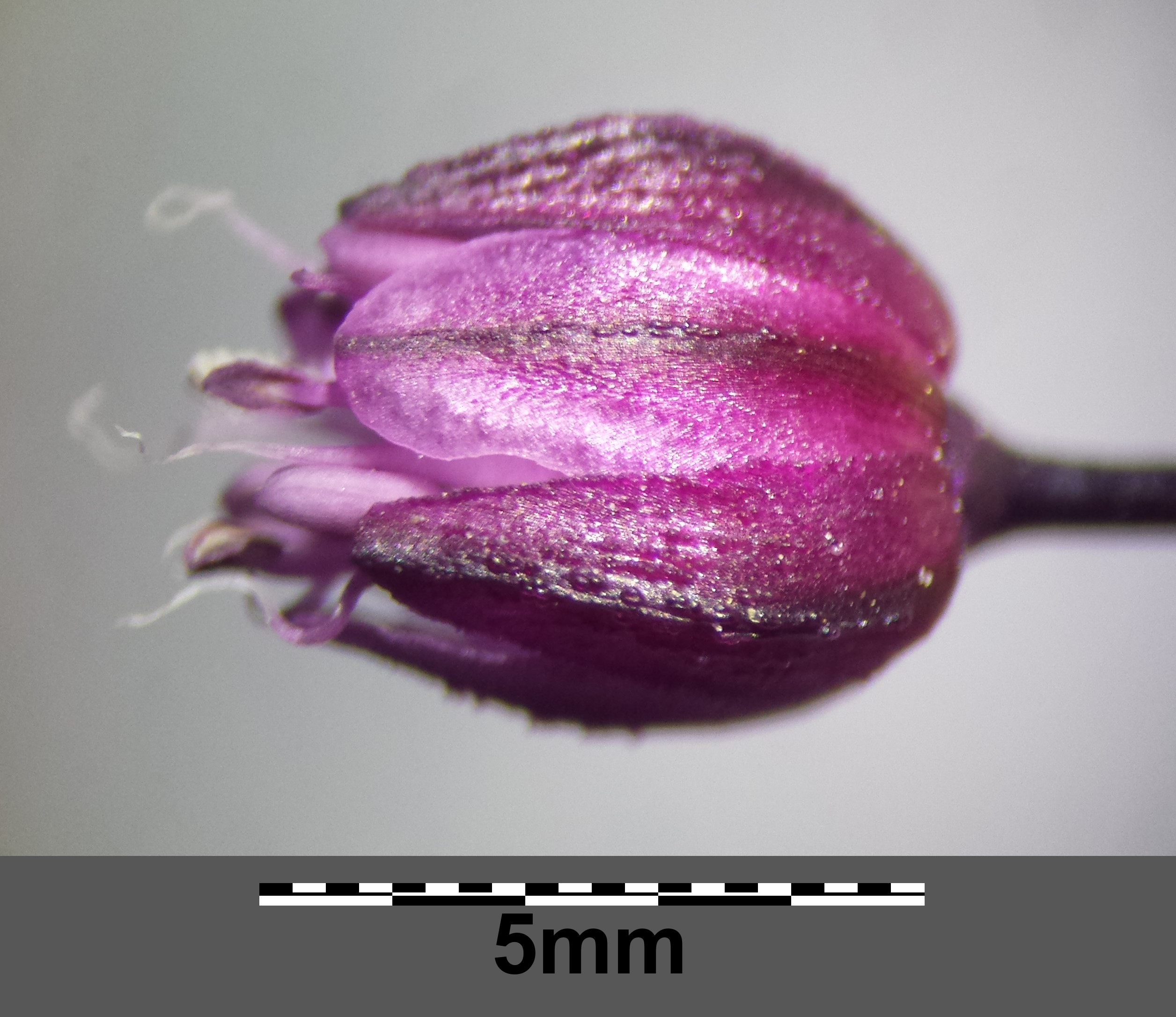
квітка